# Claude Guichard
Claude Guichard (n. 28 decembrie 1861, Azé, Bourgogne, Franța – d. 6 mai 1924, Paris, Franța) a fost un matematician francez.
În perioada 1880 - 1883 a studiat la École normale supérieure, unde a urmărit cursurile lui Gaston Darboux, Jules Tannery și Charles Hermite și la Facultatea de Științe din Paris, unde i-a avut ca profesori pe Jean-Claude Bouquet (calcul diferențial și integral) și pe Félix Tisserand (mecanică rațională).
A fost succesorul lui Gaston Darboux la Sorbona, iar la cursurile sale a asistat și matematicianul român O.N. Țino.
S-a ocupat de studiul metric al rețelelor pentru spațiul n-dimensional și cu studiul congruențelor.
În 1904 devine membru al Academiei Franceze de Științe, în 1917 este ales președinte al Société Mathématique de France, iar în 1920 primește titlul de Cavaler al Legiunii de onoare.
Cea mai importantă scriere a sa a fost Traité de Géométrie, apărută în două volume.
De unele aspecte ale operei sale s-a ocupat și Gheorghe Țițeica în memoriul: Sur la nouvelle transformation des surfaces à courbure totale constante de M. Guichard (1903).